# Carpodacus dubius
A Carpodacus dubius a madarak osztályának verébalakúak (Passeriformes) rendjébe és a pintyfélék (Fringillidae) családjába tartozó faj.

## Rendszerezése
A fajt Nikolai Przhevalsky orosz biológus írta le 1876-ban.

## Alfajai
- Carpodacus dubius femininus (Rippon, 1906) - Tibet keleti része és Délnyugat-Kína
- Carpodacus dubius dubius (Przewalski, 1876) - Közép-Kína nyugati része
- Carpodacus dubius deserticolor (Stegmann, 1931) - Közép-Kína[2]

## Előfordulása
Kína és Mianmar területén honos. Természetes élőhelyei a szubtrópusi vagy trópusi magaslati gyepek és cserjések. Magassági vonuló.

## Természetvédelmi helyzete
Az elterjedési területe rendkívül nagy, egyedszáma pedig stabil. A Természetvédelmi Világszövetség Vörös listáján nem fenyegetett fajként szerepel.